# Hălmăgel (rijeka)
Hălmăgel je rijeka u Rumunjskoj, u županiji Arad, desni pritok rijeke Bănești Desna pritoka joj je Luncșoara. Protječe kroz naselja Sârbi, Hălmăgel, a kod naselja Hălmagiu se ulijeva u Bănești. Duljina joj je 19 km, a površina porječja 70 km2.